# タチアナ・シェバノワ
タチアナ・ヴラジミーロヴナ・シェバノワ（ロシア語:Татьяна Владимировн Шебанова, ラテン文字転写例:Tatiana Vladimirovna Shebanova, 1953年1月12日 - 2011年3月1日）は、ロシア出身のピアニストである。

## 経歴
モスクワに生まれる。モスクワ音楽院付属中央音楽学校でタチアナ・ケースネルにピアノを学んだあと、モスクワ音楽院のヴィクトル・メルジャーノフのクラスに入り、1976年に音楽院を首席で卒業した後もメルジャーノフの助手を務めた。在学中の1969年にはプラハの春国際音楽コンクールで優勝し、1976年のジュネーヴ国際音楽コンクールのピアノ部門で優勝を飾った。1980年のショパン国際ピアノコンクールで２位入賞を果たした。
演奏家として欧州諸国のほぼすべての他、日本、フィリピン、台湾、カナダ、南アフリカ、アメリカ等でも演奏し、ピアニストとしての名声を確立するに至った。その後、ポーランド出身のピアニストヤロスワフ・ジェヴィエツキと結婚し、ポーランド国籍を取得。

## 音楽・録音について
シェバノワは、主に Melodiya や Polskie Nagrania Muza といった旧東欧地区のレーベルを中心に録音を残した。主にショパン、ブラームス、ラフマニノフ、ファインバーグ、ドビュッシー、シマノフスキ、アレクサンドル・ザジツキなどを録音している。
ワルシャワにて死去。

## 家族・親族
- 夫：ポーランド人ピアニストのヤロスワフ・ジェヴィエツキ。
- 息子：息子はピアニストのスタニスワフ・ジェヴィエツキ。

家族で演奏した録音もしている。

## 註
1. ↑  HMV